# Margaret Thatcher
Margaret Hilda Thatcher, Baroness Thatcher, född Roberts den 13 oktober 1925 i Grantham i Lincolnshire, död 8 april 2013 i London, var en brittisk politiker som var Storbritanniens premiärminister åren 1979–1990 och ledare för det Konservativa partiet åren 1975–1990. Hon blev den längst sittande brittiska premiärministern under 1900-talet tillika den första kvinna som innehaft posten. En sovjetisk journalist gav henne smeknamnet Järnladyn, vilket senare kom att bli förknippat med hennes kompromisslösa politik och ledarstil. Som premiärminister genomdrev hon en konservativ politik som har kommit att kallas Thatcherism.
Thatcher var ursprungligen forskande kemist vid Somerville College i Oxford och blev senare advokat med inriktning skatterätt. Thatcher valdes 1959 till ledamot av parlamentet för distriktet Finchley. Premiärminister Edward Heath utsåg henne till utbildningsminister i sin regering år 1970. År 1975 besegrade hon Heath i det konservativa partiets ledarskapsval och blev ledare för oppositionen liksom den första kvinnan att leda ett stort politiskt parti i Storbritannien. Hon blev därefter premiärminister efter att ha vunnit parlamentsvalet 1979.
Efter att ha intagit premiärministerkansliet 10 Downing Street tog Thatcher en rad politiska och ekonomiska initiativ för att vända, som hon uppfattade det, Storbritanniens tvärbranta nationella nedgång. Hennes politiska filosofi och den ekonomiska politiken betonades av avreglering (särskilt i den finansiella sektorn), flexibla arbetsmarknader, privatisering av statliga företag samt minskad makt och minskat inflytande för fackföreningar. Thatchers popularitet under hennes första år i regeringsställning avtog på grund av recession och hög arbetslöshet tills den ekonomiska återhämtningen och Falklandskriget 1982 gjorde att hon omvaldes för en andra mandatperiod 1983. Thatcher omvaldes för en tredje mandatperiod 1987, men hennes kommunalskatt ("Community Charge", populärt kallad "poll tax"), var mycket impopulär och hennes kritik mot den Europeiska gemenskapen delades inte av andra i hennes kabinett. Hon tvingades avgå som premiärminister och partiledare i november 1990 efter att Michael Heseltine utmanat henne om partiets ledarskap.
Thatcher innehade en pärsvärdighet som "Baroness Thatcher, of Kesteven in the County of Lincolnshire", vilket berättigade henne att sitta i det brittiska överhuset.

## Uppväxt och utbildning
Thatcher föddes i Grantham i Lincolnshire i östra England. Hennes far, Alfred Roberts (1892–1970), ägde en speceriaffär i staden där han var aktiv lokalpolitiker och även lekmannapredikant i metodistkyrkan. Roberts kom från en liberal familj men verkade, enligt dåtidens praxis i lokalpolitiken, som oberoende. Han förlorade sin post som ålderman 1952 efter att Labourpartiet för första gången vunnit majoritet i Grantham Council. Thatchers mor var Beatrice Roberts, född Stephenson (1888-1960). Hon hade en äldre syster, Muriel (1921–2004). Thatcher uppfostrades som metodist och hon förblev också under sitt liv en troende kristen.
Thatcher uppnådde goda resultat i skolan. Hon gick i en grammar school för flickor (Kesteven) och efter examen skrevs hon 1944 in vid Somerville College, Oxfords universitet, för att studera kemi. Där blev hon två år senare, som den tredje kvinnan på posten, ordförande för den konservativa föreningen Oxford University Conservative Association. Efter sin universitetsexamen arbetade hon som kemist vid British Xylonite och sedan vid livsmedelsföretaget J. Lyons and Co. Där medverkade hon till att ta fram nya metoder för att bevara glass och ingick i den grupp som utvecklade den första frysta mjukglassen.

## Politisk karriär
Vid valen 1950 och 1951 utsågs Thatcher (då den yngsta kvinnliga konservativa kandidaten någonsin) till att ställa upp i valkretsen Dartford, som var en säker valkrets för arbetarpartiet Labour. Medan hon var aktiv i det konservativa partiet i Kent mötte hon Denis Thatcher, som hon gifte sig med 1951. Denis Thatcher var en välbärgad affärsman och han kom att finansiera sin frus vidareutbildning i juridik. 1953 blev hon kvalificerad som barrister. Samma år föddes tvillingbarnen Carol och Mark. Som advokat specialiserade sig Thatcher på skatterätt.
1954 förlorade Thatcher med liten marginal kandidatnomineringen till parlamentsvalet i den säkra konservativa valkretsen Orpington. Efter flera likaledes misslyckade försök blev hon 1958 nominerad för valkretsen Finchley. Hon invaldes med bred marginal i valet 1959 och tog säte i underhuset. I sitt jungfrutal som parlamentariker manade hon till stöd för sitt eget förslag om att tvinga kommunala församlingar att hålla sina möten offentliga, vilket även blev antaget. 1961 gick hon emot den konservativa partilinjen genom att rösta för återinförandet av ris som bestraffningsmetod (birching).
Thatcher befordrades i september 1961 till regeringskretsen som underordnad minister ("Parliamentary Secretary") i ministeriet för pensioner och socialförsäkringar ("Ministry of Pensions and National Insurance"). Hon behöll denna post tills de konservativa förlorade makten i parlamentsvalet 1964. När sir Alec Douglas-Home 1965 avgick som partiledare understödde Thatcher Edward Heath, och då denne segrat belönades hon med att bli de konservativas talesman i bostads- och markfrågor. Som sådan vidareförde hon den politik som hade utvecklats av hennes kollega James Allason, det vill säga att sälja kommunalägda bostäder till hyresgästerna. Efter 1966 flyttade hon till skuggfinansgruppen.
Thatcher var vid tiden en av få konservativa parlamentsledamöter som stödde Leo Abses lagförslag om att avkriminalisera manlig homosexualitet, och hon röstade för David Steels förslag om att legalisera abort. Hon var dock motståndare till att avskaffa dödsstraffet och röstade mot att göra det lättare att genomgå skilsmässa. Hon gjorde sig bemärkt som talare på partikongressen 1966, med en kraftfull attack mot labourregeringens högskattepolitik, som hon beskrev som steg i riktning mot "inte endast socialism, utan mot kommunism". Hon blev medlem av skuggkabinettet som talesman i bränslefrågor 1967, och befordrades därpå till transportfrågor och slutligen till utbildningsfrågor före 1970 års val.

## I Heaths regering
När de konservativa under ledning av Edward Heath vann valet 1970 blev Thatcher utbildningsminister. Under sina första månader på posten var hon tvungen att genomföra en nedskärning i utbildningsbudgeten och var då ansvarig för att avskaffa den allmänna fria mjölken för skolbarn i åldrarna sju till elva (Labour hade då redan avskaffat den för högre åldrar). Detta ledde till öknamnet "Mrs. Thatcher, Milk Snatcher". Thatcher försvarade åtgärden med att hon ålagts ett sparbeting på grund av en djup ekonomisk kris och att andra alternativ hade fått värre konsekvenser. Regeringshandlingar har visat att hon talade emot åtgärden i kabinettet, men var tvungen att genomföra sina kollegers önskemål på grund av regeringens kollektiva ansvar. Detta framkallade en folklig proteststorm vilket fick till följd att mjölkserveringen återupptogs. Thatcher motverkade framgångsrikt införande av avgifter för biblioteksböcker.
Thatchers tid som utbildningsminister kännetecknades av flera förslag om att fler lokala utbildningsmyndigheter skulle stänga sina grammar schools och införa allmänna comprehensive schools, fastän detta i stor utsträckning uppfattades som en vänsterinriktad politik. Thatcher räddade också Open University från nedläggning. Finansministern Anthony Barber ville avskaffa det för att göra en nedskärning i budgeten, då han ansåg att det bara var en ploj av Harold Wilson. Thatcher å sin sida menade att det var ett relativt billigt sätt att utvidga högre utbildning och insisterade på att universitetet skulle experimentera med att, förutom vuxna, också ta in ungdomar. I sina memoarer skrev Thatcher senare att hon inte var en del av Heaths inre krets, och att hon hade lite eller inget inflytande på viktiga regeringsbeslut utanför sitt eget departement.

## Oppositionsledare

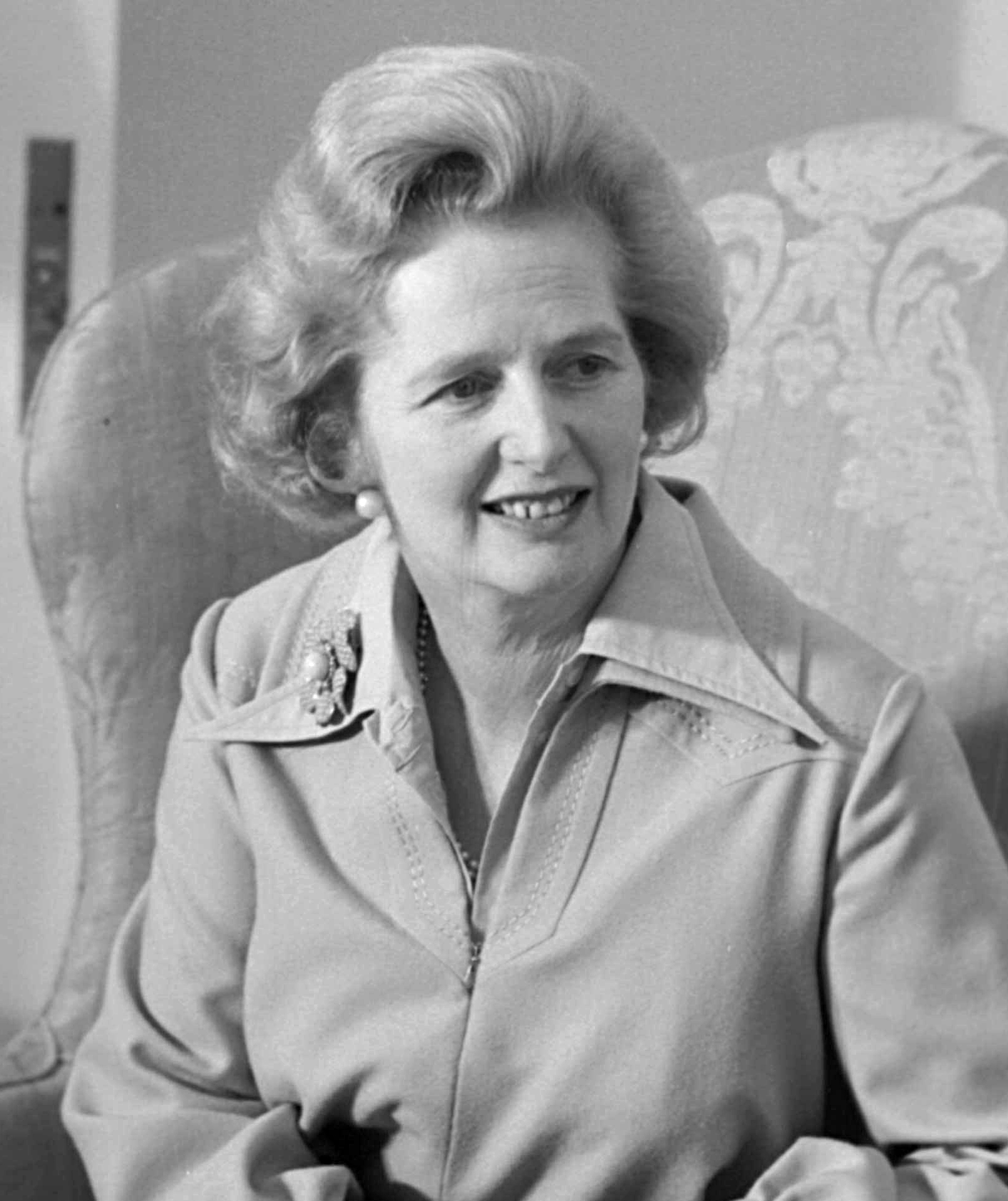
Margaret Thatcher som oppositionsledare 1975.

Efter de konservativas förlust i nyvalet i februari 1974 flyttades Thatcher igen och blev istället miljötalesman i skuggkabinettet. På denna post lovade hon att avskaffa det avgiftssystem som finansierade kommunala tjänster, en populär politik i de konservativa leden.
Thatcher höll med sir Keith Joseph och Centre for Policy Studies (CPS) i deras kritik att Heaths regering hade förlorat kontrollen över den ekonomiska politiken – och därmed den politiska kompassen – genom sin så kallade u-sväng 1972, då den mot sin nya och uttalade marknadsliberala hållning förstatligade British Leyland. Efter att partiet förlorat även det andra valet 1974 beslöt Joseph att utmana Heath om partiledarposten, men drog sig sedan ur, varvid Thatcher beslöt att hon skulle ge sig in i striden om ledarskapet å Joseph/CPS-falangens vägnar. Oväntat nog fick hon fler röster än Heath i den första valomgången, vilket tvingade honom att snöpligt avgå (Heath kom sedan dess att ha ett ansträngt förhållande till Thatcher). I den andra omgången besegrade hon Heaths favorit som efterträdare, William Whitelaw, med 146 röster mot 79, och blev så konservativ partiledare den 11 februari 1975. Hon utsåg honom sedan till vice partiledare.
Den 19 januari 1976 höll Thatcher ett tal i Kensingtons stadshus där hon gick till hårt angrepp mot Sovjetunionen. I talet nämndes bland annat att "de sätter vapen före smör". Som svar på detta gav Sovjetunionens försvarsministeriums tidning Krasnaja Zvezda ("Röda stjärnan") henne smeknamnet "Järnladyn", vilket snart spreds av Radio Moskva. Thatcher fattade själv tycke för uttrycket och det blev snart förknippat med hennes image som en orubblig och ståndaktig person.
Thatcher utnämnde många Heath-anhängare till skuggkabinettet och försökte genomgående under sina regeringar ha ett kabinett som avspeglade den stora spännvidden av åsikter inom det konservativa partiet. Detta var särskilt sant under perioden 1976–1979, då Thatcher hade blivit partiledare som outsider och inte hade någon större egen maktbas inom partiet. Thatcher var tvungen att agera försiktigt för att omvända det konservativa partiet till hennes "nyliberala" monetaristiska åskådning. Hon gjorde också en helomvändning från Heaths tidigare stöd för skotskt självstyre.
I en intervju för Granada Televisions program World in Action sade hon i januari 1978 att "folk är faktiskt ganska rädda för att det här landet kan bli ganska översvämmat av folk med en annorlunda kultur", vilket orsakade en kontrovers. Kritiker menade att hon genom uttalandet vädjade till främlingsfientliga och reaktionära stämningar. Dock mottog hon 10 000 brev som tackade henne för att hon hade tagit upp ämnet och de konservativa uppnådde en ledning mot Labour i opinionsmätningarna, från att båda haft omkring 43 procent före talet till 48 procent för de konservativa och 39 procent för Labour omedelbart efter.
Under vintern 1978–1979 ("Winter of Discontent") drabbades arbetarregeringen av en rad svårigheter med arbetslivskonflikter, strejker, hög arbetslöshet och en alltmer kollapsande offentlig service. De konservativa använde kampanjaffischer med slogans såsom  "Labour Isn't Working" ("Labour fungerar inte" eller "Labour arbetar inte") för att angripa regeringens meriter i fråga om arbetslösheten och dess, enligt de konservativa, överreglering av arbetsmarknaden.
James Callaghans regering föll efter en framgångsrik misstroendeförklaring på våren 1979 och i valet 1979 fick de konservativa en majoritet på endast 44 mandat. Margaret Thatcher blev därmed Storbritanniens första kvinnliga premiärminister.

## Ämbetstiden som premiärminister, 1979 – 1990

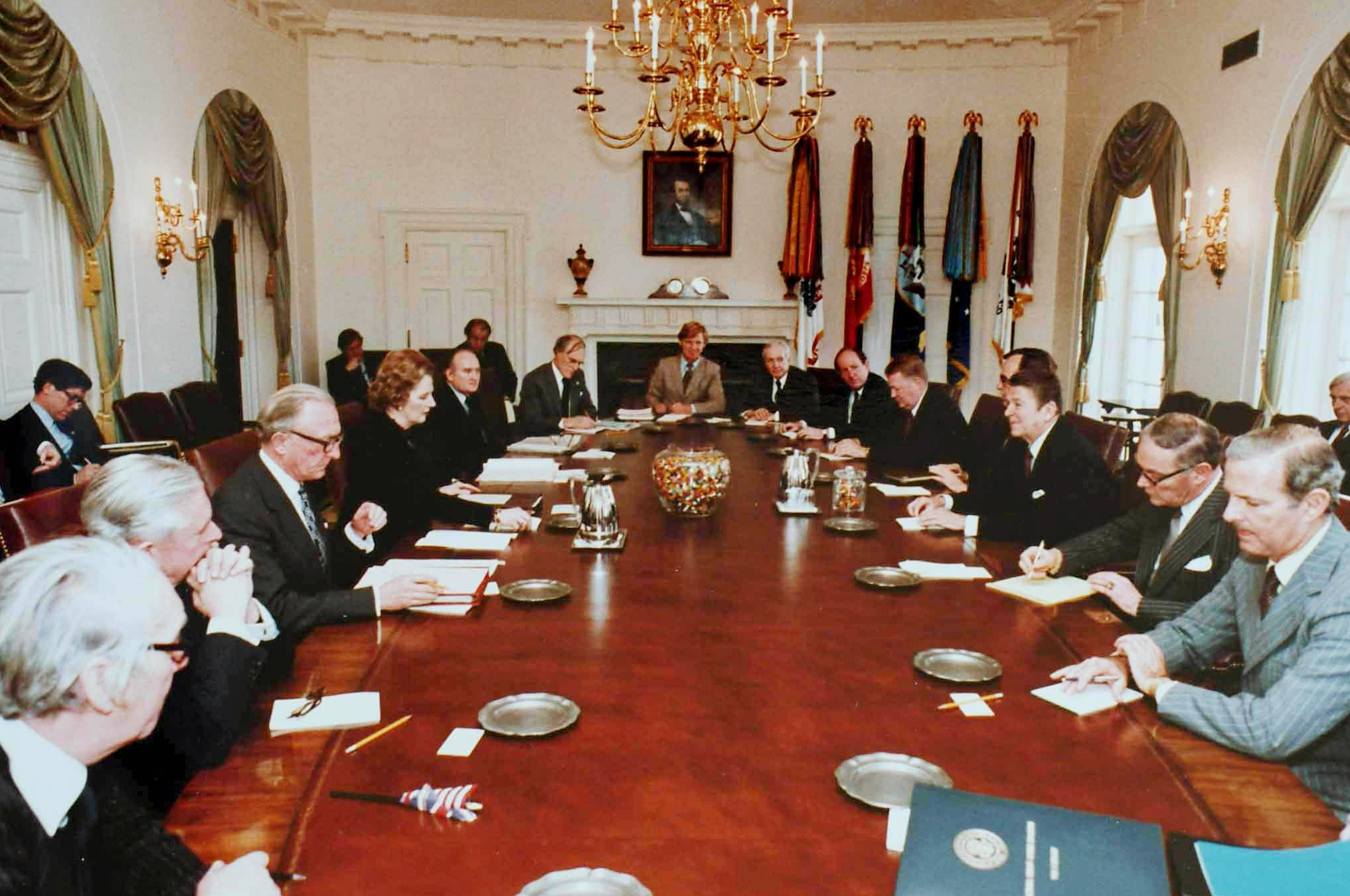
Thatchers ministär vid möte med Reagans administration i Vita huset, 1981.

### Första regeringstiden

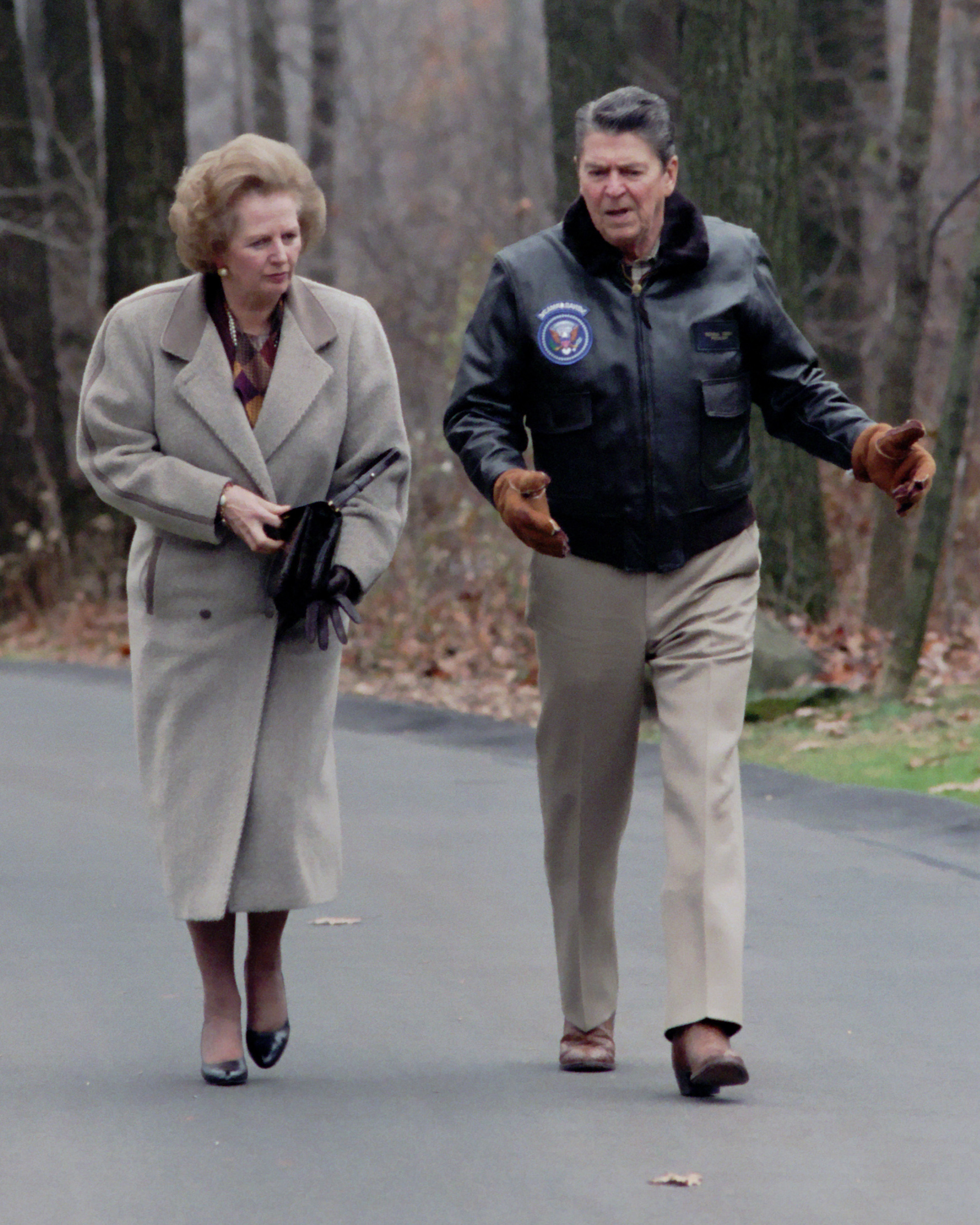
Margaret Thatcher och Ronald Reagan vid Camp David.

Thatcher bildade regering den 4 maj 1979 med mandat att vända Storbritanniens ekonomiska nedgång och minska statens roll i ekonomin. Thatcher var förargad på den samtida synen inom civilförvaltningen att dess uppgift var att hantera Storbritanniens nedgång från det brittiska imperiets dagar. Hon ville att landet skulle hävda en högre nivå av inflytande och ledarskap i internationell politik. Hon blev en nära allierad med Ronald Reagan, som hösten 1980 valdes till president i USA.
I maj 1980, en dag innan hon skulle möta Irlands taoiseach (regeringschef) Charles Haughey för att diskutera Nordirland, tillkännagav hon i underhuset att "framtiden för Nordirlands konstitutionella förhållanden är en fråga för befolkningen i Nordirland, denna regering, detta parlament och ingen annan."
År 1981 inledde ett antal fångar som tillhörde Provisoriska irländska republikanska armén (IRA) och Irish National Liberation Army i Mazefängelset (i Irland känt under dess tidigare namn 'Long Kesh') i Nordirland en hungerstrejk för att återfå sin status som politiska fångar, vilken hade dragits tillbaka fem år tidigare av den dåvarande Labourregeringen. (Bobby Sands, den förste av hungerstrejkarna, valdes också till ledamot av underhuset, för valkretsen Fermanagh and South Tyrone, några veckor innan han dog. Thatcher vägrade först att tolerera en återgång till politisk status för IRA- och INLA-fångar, och yttrade att "brott är brott är brott; det är inte politiskt." Men när ytterligare nio män hade svultit sig själva till döds och hungerstrejken hade avslutats, med växande ilska i båda delarna av Irland och utspridda oroligheter, återfick fångar från paramilitära grupper ett antal rättigheter med anknytning till politisk status. Thatcher fortsatte också politiken med så kallad ulsterisering ("Ulsterisation") som den tidigare Labourregeringen och dess nordirlandsminister Roy Mason hade fört. Tanken var att Nordirlands unionister skulle stå i främsta ledet för att bekämpa irländsk republikanism. Detta innebar att den brittiska armén i stort avlastades och rollen för de lokala militära och polisiära styrkorna stärktes.
Thatcher tog över regeringsmakten tre år efter att Callaghans regering kommit till slutsatsen att den så kallade keynesianska utbudspolitiken inte löste allt. Som monetarist började Thatcher sina ekonomiska reformer med att höja räntorna för att sakta ned tillväxten av penningmängden och därmed sänka inflationen. Hon hade en preferens för indirekt beskattning före inkomstskatt, och momsen (engelska VAT) höjdes kraftigt, till 15 procent, med en påföljande temporär ökning av inflationen. Dessa åtgärder drabbade företag, särskilt tillverkningssektorn, och antalet arbetslösa passerade snabbt två miljoner, dubbelt så många som under den föregående Labourregeringen. Politiska kommentatorer pekade tillbaka på Heath-regeringens "u-sväng" och spekulerade om att Thatcher skulle göra likadant, men hon förkastade denna inriktning på partikongressen 1980, och sade till partimedlemmarna att det enda hon hade att säga till dem som väntade på "u-svängen" var: you turn if you want to; the Lady's not for turning ('ni svänger om ni vill det; damen är inte för svängande'), vilket också var en ordlek med engelskans U-turn. Att hon menade allvar med vad hon sade bekräftades i 1981 års budget, då, trots den oro som uttrycktes i ett öppet brev från 364 ledande ekonomer, skatterna höjdes mitt i en recession. I januari 1982 sjönk inflationsnivån till ensiffriga tal och räntorna tilläts då falla. Arbetslösheten fortsatte att öka och nådde enligt officiella beräkningar 3,6 miljoner. År 1983 hade tillverkningsindustrins avkastning sjunkit med 30 procent från 1978, medan den ekonomiska tillväxten som helhet var starkare samtidigt som inflationen och räntorna var de lägsta sedan 1970. Allt detta bidrog att göra Thatcher till den mest impopulära premiärministern sedan det andra världskriget, vilket tycktes bädda för en valförlust för de Konservativa vid nästkommande parlamentsval. Händelser långt borta i Sydatlanten skulle dock komma denna politiska förutsägelse på skam.

### "Falklandsfaktorn"
Argentina styrdes under 1980-talet av en instabil militärjunta. Landets dåliga ekonomi hade gjort juntan mycket impopulär och i ett försök att komma till rätta med det problemet beslöt man sig för att starta ett krig. Den 2 april 1982 invaderade Argentina Falklandsöarna, som bland argentinarna kallas Islas Malvinas. Detta var den första invasionen av brittiskt territorium sedan andra världskriget. Argentina har gjort anspråk på öarna sedan en dispyt under 1830-talet om deras kolonisering. Inom några dagar skickade Thatcher en marin insatsstyrka för att återta öarna. Trots de enorma logistiska svårigheterna i att genomföra en landstigning så långt bort från hemlandet var insatsstyrkan framgångsrik, vilket ledde till en våg av patriotisk entusiasm och stöd för henne vid en tid då hennes popularitet var dalande. Denna 'Falklandsfaktor', tillsammans med tecken på ekonomisk återhämtning i början av 1983, hjälpte regeringen storligen. Labourpartiet hade splittrats, och en ny utmanare i den politiska mitten hade uppstått, SDP-Liberal Alliance, som bildades som ett valsamarbete mellan Social Democratic Party (en utbrytning ur Labour) och Liberal Party. Denna nya gruppering misslyckades dock med att göra det genombrott man hade hoppats på, trots att de under en kort period ledde i opinionsmätningarna. I valet i juni 1983 fick de konservativa 42,4 procent av rösterna, Labour 27,6 procent och alliansen 25,4 procent. De konservativas andel av rösterna hade sjunkit något (1,5 procent) sedan 1979, men Labours röstandel hade sjunkit mycket mer (9,3 procent) och i och med det brittiska majoritetsvalsystemet ledde den stora ledningen över det näst största partiet till en jordskredsseger i antal mandat. De konservativa under Margaret Thatchers ledning hade segrat med en majoritet på 144 mandat över de andra partigrupperna.

### Andra mandatperioden
Thatcher var inställd på att minska fackföreningarnas makt, men till skillnad från Heaths regering antog hon en strategi med gradvis förändring snarare än en enda enskild reform. Flera fackföreningar gjorde motstånd mot förändringarna, men lyckades inte åstadkomma någon verklig ändring i regeringens politik. Gradvis minskade Thatchers reformer fackföreningarnas makt och inflytande. Förändringarna var huvudsakligen inriktade på att förhindra att storskaliga strejkaktioner av det slag som hade förekommit tidigare skulle återkomma, men syftade även till att försäkra att konsekvenserna för deltagarna skulle bli svåra om någon aktion företogs i framtiden. De mest betydelsefulla åtgärderna var förbud mot sympatistrejker, förbud mot att fackförbundsledningen utlyser strejk utan att ha fått stöd i en omröstning bland medlemmarna, samt förbud mot "closed shop" det vill säga fackanslutningstvång på arbetsplatser.
De strejker som genomfördes under gruvarbetarstrejken 1984–1985 av National Union of Mineworkers (NUM) under Arthur Scargills ledning i motstånd mot förslag om att stänga ett stort antal gruvor visade sig bli avgörande. Thatcher hade börjat att i preventivt syfte bygga upp ett nationellt förråd av kol för att motverka en strejk av NUM, och därmed sett till att några nedskärningar av elektricitetsförsörjningen inte skulle bli nödvändiga. Konflikten blev hård och medförde bland annat inkallandet av polisstyrkor. Stigande desperation och fattigdom bland de strejkande familjerna, som under strejken inte fick någon inkomst alls, ledde till splittring bland gruvarbetarna. En grupp arbetare, som var resignerade inför det kommande nederlaget och trötta av månaders protester, började gå emot fackföreningens beslut, bildade utbrytargrupper och rådde arbetare att det enda möjliga var att återgå till arbetet, eftersom striden redan var förlorad. Gruvarbetarstrejken varade ett helt år innan ledningen för NUM gav sig utan att ha fått ett avtal. Den konservativa regeringen stängde alla utom 15 av landets gruvor. De kvarvarande 15 såldes och privatiserades 1994.
Efter att fyra personer, som kom att kallas Coventry Four, hade arresterats för att bryta mot vapenembargot mot Sydafrika i mars 1984, och hade skickats tillbaka till Sydafrika mot borgen, bjöd Thatcher in Sydafrikas president, P.W. Botha, och utrikesminister, Pik Botha, till Chequers i juni 1984 som ett försök att avvärja det växande internationella trycket för att införa ekonomiska sanktioner mot Sydafrika, där Storbritannien hade gjort stora investeringar. Hon sägs ha uppmanat president Botha att avskaffa apartheid, att släppa Nelson Mandela ur fängelse, att sluta trakassera svarta dissidenter, att avsluta bombningarna av ANC:s baser i grannländerna och att följa FN:s säkerhetsråds resolutioner och dra sig tillbaka från Namibia. Botha ignorerade dock dessa krav. I en intervju med Hugo Young för The Guardian i juli 1986 uttryckte Thatcher sin åsikt att ekonomiska sanktioner mot Sydafrika skulle vara omoraliska eftersom de skulle göra tusentals svarta arbetare arbetslösa.

Thatcher med den nära allierade och vännen, USA:s president Ronald Reagan, 1981.

Tidigt på morgonen den 12 oktober 1984, dagen innan hon fyllde 59, undkom Thatcher oskadd från bombattentatet i Brighton. En bomb hade apterats och sprängdes i det hotell där hon bodde under de konservativas partikongress. Bomben hade placerats där av IRA. Fem personer dog i attentatet, däribland en konservativ parlamentsledamot. En framträdande kabinettsmedlem, Norman Tebbit, blev skadad. Thatcher insisterade på att kongressen skulle öppnas i tid dagen därpå och höll sitt anförande som planerat. Denna gest av motstånd mot bombarna fick sympatier över hela det politiska spektrumet.
Den 15 november 1985 skrev Thatcher under avtalet Anglo-Irish Agreement tillsammans med den irländske regeringschefen Garret FitzGerald. Detta avtal innebar att en brittisk regering för första gången gav republiken Irland inflytande (om än enbart rådgivande) i styret av Nordirland. Avtalet möttes av vrede från Nordirlands unionister. Ulsterunionisterna och Democratic Unionist Party bildade ett valsamarbete och utlyste 23 januari 1986 en ad-hoc-folkomröstning genom att avgå från sina parlamentsplatser och ställa upp i de åtföljande fyllnadsvalen, där de förlorade endast ett mandat som gick till det nationalistiska Social Democratic and Labour Party (SDLP). Till skillnad från i fallet med det tidigare brittisk-irländska Sunningdaleavtalet från 1974 kunde de inte stoppa avtalet genom en generalstrejk. Detta var en annan effekt av den förändrade maktbalansen på arbetsmarknaden.
Thatchers politiska och ekonomiska filosofi betonade fria marknader och entreprenörskap. Sedan hon fått makt hade hon experimenterat genom att sälja av ett litet nationaliserat företag, National Freight Company, till dess arbetare, med ett överraskande positivt gensvar. Efter valet 1983 blev regeringen djärvare och sålde av de flesta av de stora affärsverk som hade varit statligt ägda sedan slutet av 1940-talet, med början med British Telecoms. Många medlemmar av allmänheten utnyttjade erbjudanden om aktier, fastän många av dem sålde sina andelar omedelbart för att göra en snabb förtjänst. Privatiseringspolitiken, som var avskydd av många vänstersinnade, har blivit synonym med thatcherism. Mer utbrett aktieägande och försäljning av kommunala bostäder blev känt som "folklig kapitalism" ('popular capitalism') bland dess anhängare.
I det kalla kriget stödde Thatcher Ronald Reagans avskräckningspolitik kontra Sovjetunionen. Denna kontrasterade mot den avspänningspolitik som västvärlden hade utövat under 1970-talet, och orsakade motsättningar med de allierade som fortfarande höll fast vid denna idé. Amerikanska styrkor tilläts av Thatcher att stationera nukleära kryssningsmissiler på brittiska baser, vilket föranledde massprotester organiserade av Campaign for Nuclear Disarmament. Senare var hon dock den första västledare som bemötte den reformistiske sovjetiske ledaren Michail Gorbatjovs uppgång med värme. Hon förklarade att hon tyckte om honom och beskrev honom som "en man som vi kan göra affärer med" efter ett möte 1984, tre månader innan han kom till makten. Detta var början till en rörelse av västvärlden tillbaka till en ny avspänningspolitik gentemot Sovjetunionen under Gorbatjovs ledning, vilken sammanföll med Sovjetmaktens slutliga urholkande före turbulensen 1991 och Sovjetunionens sönderfall. Thatcher överlevde kalla kriget, som slutade 1989, och hon har tillskrivits äran av en del i västvärldens seger, genom både avskräcknings- och avspänningshållningarna.
År 1985 utsattes Thatcher också för en avsiktlig skymf, då University of Oxford valde att vägra ge henne en hedersgrad i protest mot hennes nedskärningar i utbildningsbudgeten. Denna utmärkelse hade alltid tidigare givits till premiärministrar som hade studerat vid Oxford.
Hon stödde USA:s bombning av Libyen från baser i Storbritannien 1986, och gick därmed emot andra Natoallierade. Hennes uppskattning för försvarssamarbete med USA demonstrerades i Westlandaffären, då hon tillsammans med kollegor agerade för att tillåta helikoptertillverkaren Westland Helicopters, en viktig försvarentreprenör, att vägra förbinda sig med den italienska firman Agusta för att i stället förbinda sig med ledningens förstahandsval, Sikorsky Aircraft Corporation i USA. Försvarsministern Michael Heseltine, som hade drivit på för avtalet med Agusta, avgick i protest mot hennes ledarskapsstil, och förblev en inflytelserik kritiker och potentiell utmanare om partiledarposten. Han skulle så småningom visa sig medverka till Thatchers fall 1990.
År 1986 fattade Thatchers regering det kontroversiella beslutet att avskaffa Greater London Council (GLC), som då leddes av den radikale vänstermannen Ken Livingstone, och sex  storstadsområden (Metropolitan County Councils). Regeringen hävdade att detta var en effektiviseringsåtgärd. Thatchers motståndare ansåg dock att beslutet var politiskt motiverat, då alla de avskaffade församlingarna var kontrollerade av Labour, hade blivit mäktiga centrum för opposition mot hennes regering, och förespråkade högre kommunala offentliga utgifter. Flera av dem hade dock gjort sig sårbara genom att lägga kommunala bidrag på saker som allmänt ansågs vara politiska och till och med extrema.
Thatcher hade två uppmärksammade utrikespolitiska framgångar under sin andra period:
- 1984 besökte hon Kina och undertecknade den kinesisk-brittiska gemensamma deklarationen med Deng Xiaoping den 19 december. Denna förpliktigade Kina att tillerkänna Hongkong ställning som "särskild administrativ region". Enligt villkoren för systemet som kallas ett land, två system var Kina tvunget att lämna Hongkongs ekonomiska status oförändrad efter överlämnandet 1 juli 1997 för en period på femtio år – till 2047.
- Vid Europeiska rådet i Dublin i november 1979 hävdade Thatcher att Storbritannien betalade mycket mer till EG än det tog emot. Hon deklarerade vid toppmötet att "vi ber inte gemenskapen eller någon annan om att få pengar. Vi ber helt enkelt om att få tillbaka våra egna pengar."[17] Hennes argument var framgångsrika och vid toppmötet i juni 1984 i Fontainbleau enades EG om en årlig rabatt för Storbritannien, som uppgick till 66 procent av skillnaden mellan Storbritanniens inbetalningar till EG och utbetalningarna därifrån. Denna rabatt kvarstod så länge Storbritannien var EU-medlem, även om Tony Blair 2005 gick med på att kraftigt minska dess storlek.[18]

### Tredje mandatperioden
Genom att vinna valet 1987 med hjälp av en ekonomisk uppgång och mot en labouropposition som förespråkade ensidig kärnvapennedrustning, med en majoritet på 102 mandat, blev hon den premiärminister som suttit längst tid i sträck sedan Lord Liverpool (1812 till 1827), och den första som vunnit tre val i rad sedan Lord Palmerston 1865. De flesta brittiska tidningar stödde henne, med undantag av The Daily Mirror, The Guardian och The Independent, och belönades med regelbundna presskonferenser av hennes pressekreterare, Bernard Ingham. Hon var känd som "Maggie" i tabloidpressen, vilket inspirerade den välkända protestsloganen "Maggie Out!", som skanderades under denna period av en del av hennes motståndare. Hennes impopularitet inom vänstern kan skönjas i texterna till flera dåtida popsånger: "Stand Down Margaret" (The Beat), "Tramp The Dirt Down" (Elvis Costello), "Dear Margaret" (The Kinks), "Margaret On The Guillotine" (Morrissey), några låtar från Pink Floyds ¨The Final Cut¨ samt "Mother Knows Best" (Richard Thompson).
Fastän hon varit en tidig anhängare av avkriminalisering av manlig homosexualitet (se ovan), yttrade Thatcher vid den konservativa partikongressen 1987 att "barn som behöver lära sig att respektera traditionella moraliska värden lär sig att de har en omistlig rättighet att vara homosexuella". Konservativa backbencherledamöter i underhuset och överhuset hade redan påbörjat en motreaktion mot "främjande" av homosexualitet och i december 1987 antogs den kontroversiella 'Section 28' som ett tillägg till det som blev 1988 års kommunallag (Local Government Act 1988). Denna lagstiftning har senare avskaffats.
Välfärdsreformer under hennes tredje period skapade ett sysselsättningsträningssystem för vuxna som innefattade utförande av arbete för arbetslöshetsunderstödet plus en extra summa på 10 pund, efter den amerikanska modellen med "workfare".
I slutet av 1980-talet började Thatcher, som tidigare varit kemist, bry sig om miljöfrågor, som hon tidigare hade avfärdat: "När man har tillbringat halva sitt politiska liv med att ägna sig åt enahanda frågor som miljön är det spännande att ha en riktig kris att hantera", sade hon i samband med Falklandskonflikten.
År 1988 höll hon ett större tal där hon accepterade problemen med global uppvärmning, ozonhål och surt regn. Hon var tillsammans med Ronald Reagan en av de absolut starkaste drivkrafterna till att få så många länder som möjligt att underteckna Montrealprotokollet. Montrealprotokollet syftar till att skydda ozonskiktet genom att fasa ut skadliga ämnen ur produktion. År 1989 höll hon ett tal i FN som ledde till att ett antal länder skrev under protokollet.
1990 öppnade hon Hadley Centre för förutsägelser och forskning om klimat. I sin bok Statecraft (2002) beskrev hon att hon senare ångrade att hon hade stött begreppet global uppvärmning på grund av mänsklig påverkan, och lade fram de negativa effekter som hon såg att det hade på den politiska processen. Thatcher anses av många som den första statsman som drev klimatfrågan. Syftet var bland annat att skapa stöd för nyinvesteringar i en åldrande kärnkraftspark. Opinionen var dock alltjämt stark mot kärnkraften. Hon ansåg att ekonomisk tillväxt var nödvändig för att finansiera miljöskydd.
I Brygge 1988 höll Thatcher ett tal där hon redogjorde för sitt motstånd mot förslag om att ge Europeiska Gemenskapen en federal struktur och öka centralisering av beslutsfattandet. Fastän hon hade stött brittiskt medlemskap i EG, ansåg Thatcher att EG:s roll skulle vara begränsad till att säkerställa frihandel och effektiv konkurrens, och fruktade att nya EG-regleringar skulle omintetgöra de förändringar hon genomförde i Storbritannien. Hon menade att hennes regering med framgång hade begränsat statens makt i Storbritannien, och inte ville se en europeisk superstat återinföra en sådan övermakt. Hon var specifikt emot den ekonomiska och monetära union, genom vilken en gemensam valuta skulle ersätta nationella valutor, som EG gjorde förberedelser för. Talet orsakade ramaskri från andra europeiska ledare, och blottade för första gången den djupa spricka som utvecklades inom hennes konservativa parti i frågan om Europapolitiken.

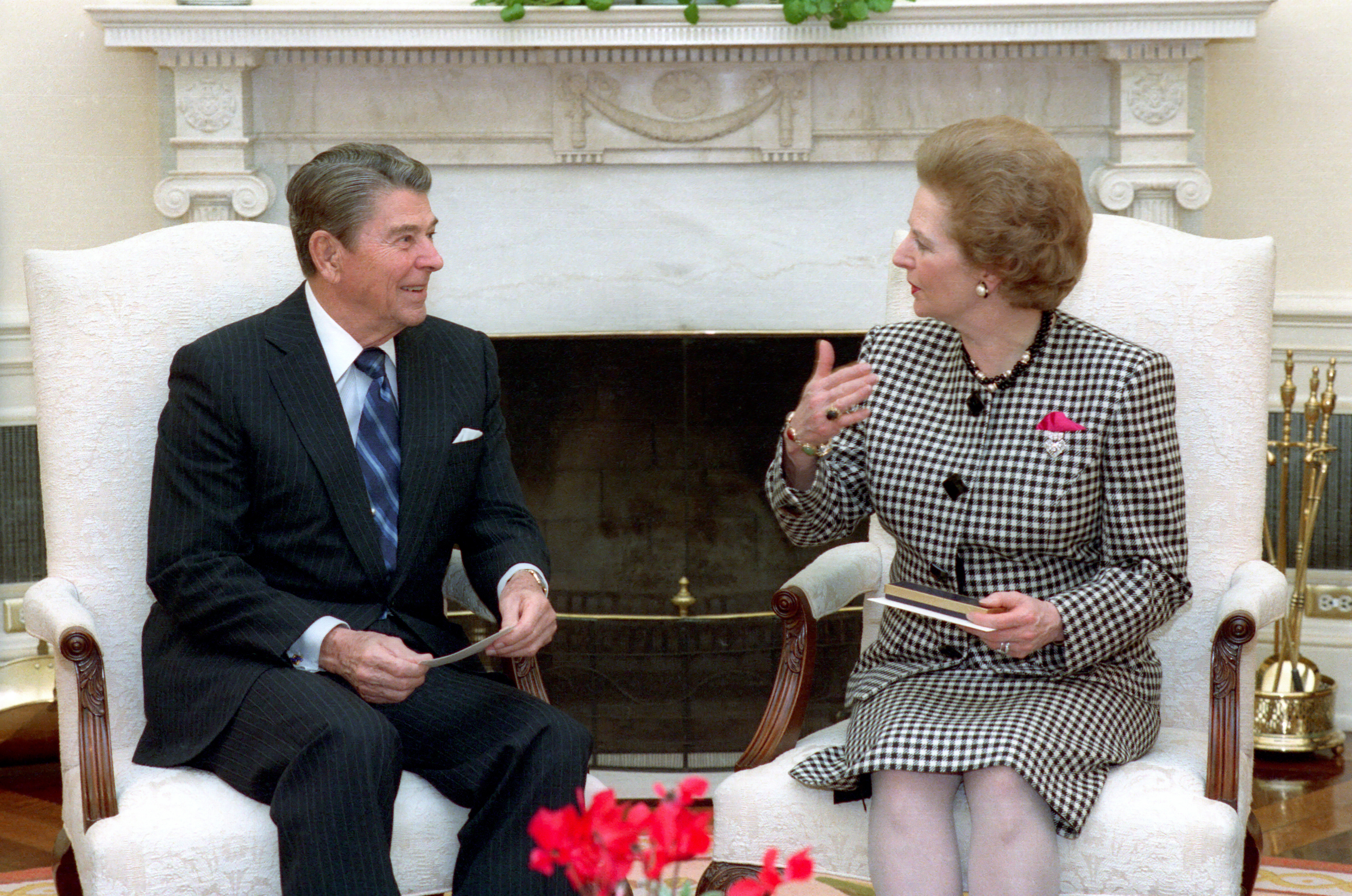
Thatcher och Ronald Reagan i Vita huset 1988.

Thatchers popularitet sjönk igen 1989, då ekonomin led av höga räntor som hade införts för att stoppa en ohållbar högkonjunktur. Hon skyllde på sin finansminister Nigel Lawson, som hade följt en ekonomisk politik som var en förberedelse för monetär union. I en intervju med Financial Times i november 1987 hävdade Thatcher att hon inte hade fått reda på detta och inte samtyckte.
Vid ett möte före EG:s toppmöte i Madrid i juni 1989, tvingade Lawson och utrikesministern Geoffrey Howe Thatcher att komma överens om de omständigheter under vilka hon skulle gå med i växelkursmekanismen (ERM), en förberedelse för monetär union. Vid mötet hävdade de båda att de skulle avgå om Thatcher inte gick med på deras krav. Thatcher tog hämnd på båda genom att degradera Howe och genom att lyssna mer till sin rådgivare Sir Alan Walters i ekonomiska frågor. Lawson avgick i oktober 1989, då han kände att Thatcher hade underminerat honom.
I november 1989 blev Thatcher utmanad om ledningen i det konservativa partiet av Sir Anthony Meyer. Eftersom Meyer var en nästan helt okänd backbencher i underhuset, ansågs han vara en bulvan för mer prominenta medlemmar av partiet. Thatcher besegrade enkelt Meyers utmaning, men sextio valsedlar var antingen för Meyer eller blanka, ett överraskande stort antal för en sittande premiärminister. Hennes anhängare i partiet såg dock resultatet som en framgång, och hävdade att efter tio år som premiärminister och med närmare 370 konservativa underhusledamöter som röstade var motståndet överraskande litet.
Thatchers nya system för att ersätta kommunalskatten, som skisserades i det konservativa valmanifestet 1987, infördes i Skottland 1989 och i England och Wales 1990. Avgifterna ersattes av Community Charge (mer känt som poll tax, kapitationsskatt), som innebar att varje enskild boende betalade en lika stor summa, med avdrag för låginkomsttagare. Detta kom att bli den mest allmänt impopulära policyn under hennes premiärministertid.
Ytterligare problem framträdde när många av skattesatserna som sattes av kommunerna visade sig bli mycket högre än tidigare förutsägelser. Motståndare mot avgiften slog sig samman om att bekämpa genomförandet. Labourpolitikern och underhusledamoten Terry Fields hölls fängslad i 60 dagar för att av principiella skäl ha vägrat betala sin avgift. Då Thatcher fortsatte att vägra kompromissa om skatten, och många människor vägrade betala, tog staten till allt hårdare tvångsåtgärder, och oroligheterna växte och kulminerade i ett antal upplopp. Det allvarligaste av detta skedde i London den 31 mars 1990, under en protest vid Trafalgar Square, där över 200 000 demonstranter deltog. Skattens oerhörda impopularitet var en betydande faktor för Thatchers fall.
En av Thatchers sista handlingar vid makten var att utöva påtryckningar på USA:s president George H.W. Bush att utplacera trupper i Mellanöstern för att driva ut Saddam Husseins armé ur Kuwait.
På fredagen före den konservativa partikongressen i oktober 1990 beordrade Thatcher sin nya finansminister John Major att sänka räntorna med 1 procent. Major övertygade henne att det enda sättet att behålla monetär stabilitet var att gå med i växelkursmekanismen samtidigt, trots att man inte uppfyllde "Madridvillkoren". Den konservativa partikongressen det året uppvisade en hög grad av enighet, och få av de närvarande kunde ha föreställt sig att Thatcher bara hade några veckor kvar vid makten.

### Fall från makten

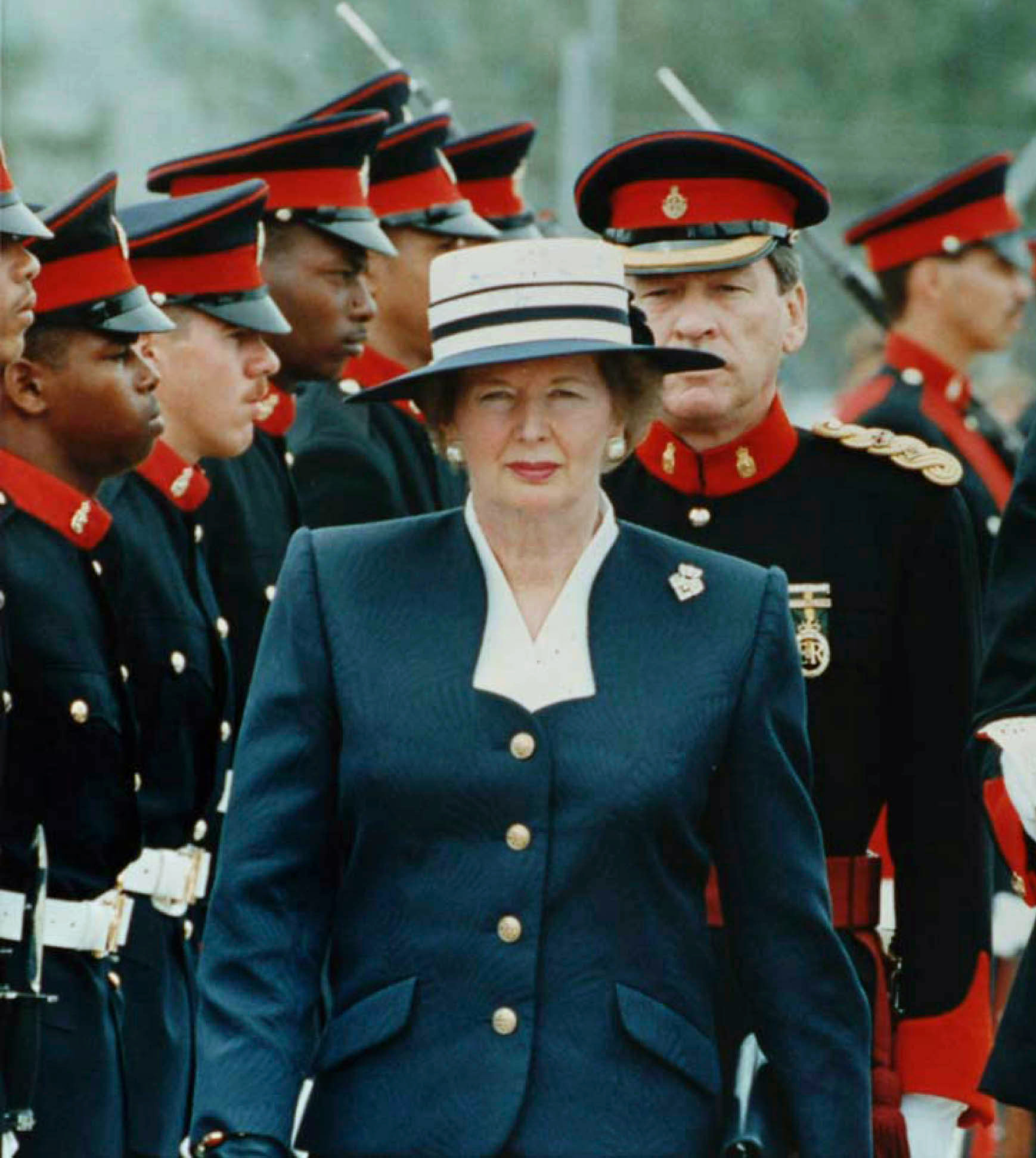
Thatcher inspekterar trupper på Bermuda, 12 april 1990.

Det, som det kan kallas, politiska lönnmordet på Margaret Thatcher var en av de mest dramatiska episoderna i modern brittisk politisk historia. Idén om en långvarig premiärminister, obesegrad i val, som körs ut efter en intern partiomröstning, kan vid en första anblick verka osannolik. 1990 gjorde dock motståndet mot Thatchers politik rörande kommunal beskattning, regeringens synbara vanskötsel av ekonomin (i synnerhet höga räntor på 15 procent som undergrävde Thatchers stödbas bland bostadsägare och företagare), och motsättningarna inom det konservativa partiet i frågan om europeisk integration, att hon och hennes parti såg ut att bli allt mer politiskt sårbara.
Den 1 november 1990 avgick sir Geoffrey Howe, en av Thatchers äldsta och mest trofasta anhängare, från sin post som vice premiärminister i protest mot Thatchers Europapolitik. I sitt avskedstal i underhuset två veckor senare föreslog han att tiden hade kommit för andra att överväga sitt eget svar på den tragiska lojalitetskonflikt som han sade sig ha brottats med i möjligen för lång tid. Thatchers före detta kabinettskollega Michael Heseltine utmanade henne därefter om partiledarskapet, och fick tillräckligt stöd i den första valomgången för att förlänga omröstningen till en andra omgång. Fastän hon inledningsvis sade att hon tänkte ställa upp i den andra omröstningen beslöt Thatcher, efter att ha rådgjort med sina regeringskollegor, att dra sig tillbaka från striden. Den 22 november tillkännagav hon inför kabinettet att hon inte skulle vara en kandidat i den andra omröstningen. Kort därefter offentliggjorde hennes stab vad som i praktiken var hennes avskedsuttalande, där hon sade sig efter att ha rådfrågat sina kollegor ha kommit fram till att enigheten i partiet och förutsättningarna för en kommande valseger skulle bli bättre om hon avgick.
Hon gav sitt stöd till John Major som efterträdare, och han segrade i partiledarvalet. Efter hennes avgång svarade 52 procent av de tillfrågade i en opinionsmätning av MORI att hon "på det hela taget hade varit bra för landet", medan 48 procent svarade att hon hade varit "dålig". Vid partikongressen 1991 mottog hon en lång stående ovation, men avböjde artigt förfrågningar om att hålla tal. Hon talade dock emellanåt i underhuset efter att hon var premiärminister. Hon drog sig tillbaka från underhuset vid valet 1992.

## Karriär efter politiken
År 1992 upphöjdes Margaret Thatcher till överhuset genom att bli livstidspär (life peerage) som Baronessan Thatcher av Kesteven i grevskapet Lincolnshire. Hon höll ett antal tal i överhuset där hon kritiserade Maastrichtfördraget. Hon förespråkade också folkomröstning om fördraget.
I augusti 1992 förespråkade hon att Nato skulle stoppa det serbiska angreppet mot Goražde och Sarajevo för att hejda etnisk rensning och bevara staten Bosnien och Hercegovina. Hon hävdade att det som hände i Bosnien "påminde om nazisternas värsta excesser".
År 1995 blev Thatcher upptagen i Strumpebandsorden, Storbritanniens högsta riddarorden.
I juli 1992 blev hon anställd av tobaksjätten Philip Morris, numera Altria, som "geopolitisk konsult" för US$250 000 om året och ett årligt bidrag om US$250 000 till hennes stiftelse.
Från 1993 till 2000 var hon kansler för College of William & Mary i Virginia i USA. Fram till 1998 var hon också kansler vid University of Buckingham, Storbritanniens enda privata universitet.
Hon skrev sina memoarer i två band, Min väg till makten (The Path to Power) och Åren på Downing Street (The Downing Street Years). 1993 gjordes en TV-version av Åren på Downing Street av BBC. I programmet beskrev Thatcher det regeringsuppror som ledde till hennes avgång som "förräderi med ett leende på läpparna".
Fastän hon offentligt fortsatte att stödja John Major, uttryckte hon privat sitt misstycke mot mycket av John Majors politik, och hennes åsikter förmedlades till pressen och rapporterades i stor utsträckning. Hon var kritisk mot de ökade offentliga utgifterna under Major, skattehöjningarna och hans mer välvilliga inställning till europeisk integration. Efter att Tony Blair valts till ledare för Labourpartiet 1994 gav Thatcher en intervju i maj 1995 där hon prisade Blair som "troligen den mest respektingivande Labourledaren sedan Hugh Gaitskell" och uttryckte sin uppfattning att han genuint hade rört sig bort från socialismen.
I de konservativa partiets partiledarval 1997 efter partiets stora förlust mot Labour i valet 1997 gav Thatcher sitt stöd till William Hague.
År 1998 gjorde Thatcher ett välpublicerat besök hos den före detta chilenske diktatorn Augusto Pinochet, medan han satt i husarrest i Surrey. Hon uttryckte då sitt stöd för och sin vänskap med honom. Pinochet hade varit en betydelsefull allierad under Falklandskriget. Thatcher och Pinochet var båda medlemmar av Rotary International. Under samma år gjorde hon en donation på två miljoner pund till Cambridge University för inrättandet av en lärostol i entreprenörsforskning - Margaret Thatcher Chair in Entrepreneurial Studies. Hon donerade också sitt privata arkiv till Churchill College, Cambridge, där samlingen fortsatt utökas.
Margaret Thatcher stödde aktivt de konservativas valkampanj i valet 2001. I partiledarvalet 2001, kort efter parlamentsvalet, gav hon sitt stöd till Iain Duncan Smith, som hon hävdade skulle bli en "oändligt mycket bättre ledare" än Kenneth Clarke, på grund av den senares "gammalmodiga syn på statens roll och hans gränslösa entusiasm för europeisk integration."
År 2002 publicerade Thatcher Statecraft: Strategies for a Changing World, som redogjorde för hennes tankar om internationell politik sedan hennes avgång 1990. Kapitlen om Europeiska unionen var särskilt kontroversiella. Hon förordade en grundläggande omförhandling om Storbritanniens medlemskap för att bevara Storbritanniens suveränitet och, om det skulle misslyckas, att Storbritannien skulle lämna EU och ansluta sig till NAFTA. Dessa kapitel publicerades i The Times och väckte stor uppståndelse. Den 22 mars 2002 tillkännagavs att Thatcher hade fått råd av sina läkare att av hälsoskäl inte hålla några fler tal, då hon hade drabbats av flera smärre slaganfall.
Thatcher blev änka den 26 juni 2003. Hon förblev aktiv i olika grupper, däribland den thatcheristiska Conservative Way Forward samt de EU-skeptiska Bruges Group och European Foundation. Enligt en memoarbok från 2008 skriven av dottern Carol Thatcher led Thatcher under denna period av demens efter flera små slaganfall.

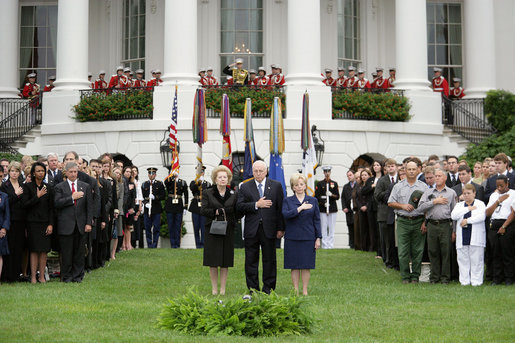
Thatcher deltar vid den officiella minnesceremonin för femårsdagen av 11 september-attackerna, avbildad här med USA:s vicepresident Dick Cheney och hans fru Lynne Cheney.

### Hälsa och död
I slutet av sitt liv kämpade Thatcher under flera år med flera strokes och demenssjukdom. Från 2002 avstod hon, på läkares inrådan, från att tala offentligt. Dottern Carol har berättat att Thatcher glömde var hon bodde och att hon inte visste att maken Denis Thatcher gick bort 2003. Hon bevistade enstaka arrangemang, vid tillfällen då hon var alert och pigg.
Thatcher avled på Hotel Ritz i London den 8 april 2013 efter ett slaganfall.

## Politisk och ideologisk påverkan
På grund av det ideologiska politiska klimat som rådde under Thatchers tid som regeringschef har hon mötts av både positiva och negativa reaktioner från olika sidor av det politiska spektrumet.
Thatcher har givits äran av att genom sina makroekonomiska reformer ha räddat den brittiska ekonomin från 1970-talets stagnation. Hon har beundrats för sin övertygat liberalt radikala inställning i ekonomiska frågor. Från vänster har hon anklagats för att ha nedmonterat välfärdsstaten och ha förstört mycket av Storbritanniens grundläggande tillverkningsindustri, vilket lett till långtidsarbetslöshet för många arbetstagare. Anhängare av privatisering och fri marknad framhåller ekonomins återhämtning under mitten av 1980-talet och den framgångsrika brittiska ekonomi med relativt låg arbetslöshet under åren före finanskrisen 2008.
Storbritannien betraktades av vissa som "Europas sjuke man" under 1970-talet, men framträdde senare som en av de mest framgångsrika ekonomierna i Europa. Arbetslöshetsnivån sjönk till slut, men detta skedde efter en tid av ökad arbetslöshet och långtgående arbetsmarknadsreformer (strukturreformer). Bland reformerna fanns lagar som försvagade fackföreningarna, avreglering av finansmarknader, vilket spelade en roll i att återföra London till en ledande position som europeiskt finanscentrum, samt ökad konkurrens i telekommunikationer och andra offentliga nyttigheter.

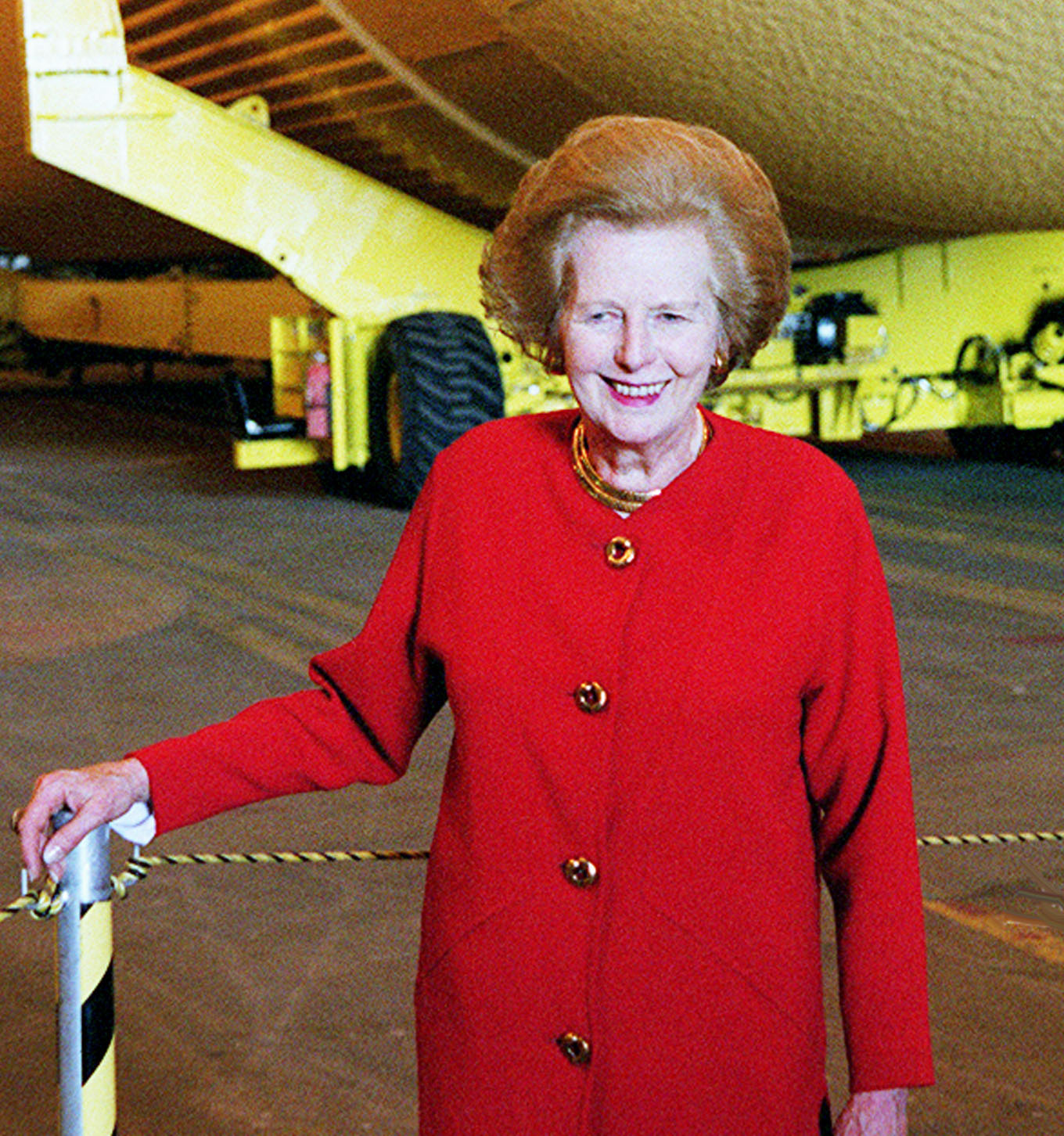
Margaret Thatcher vid Kennedy Space Center i februari 2001.

De som kritiserar denna uppfattning anser att graden av Storbritanniens ekonomiska problem under 1970-talet var överdrivna, och till stor del orsakade av faktorer utanför statsmaktens kontroll, såsom höga oljepriser på grund av de två så kallade oljekriserna 1973 och 1979, vilket ledde till hög inflation och som skadade ekonomierna i nästan alla betydande industriländer. Den ekonomiska nedgången ska därför inte ha berott på ökad reglering och fackföreningarnas makt, som thatcherister hävdar. Det framförs också att Thatchers regeringstid sammanföll med en allmän förbättring av världsekonomin, även om Storbritannien gick om många andra OECD-länder i BNP under denna tid. Ekonomin gynnades också av skatteintäkter från Nordsjöoljan, som kan hävdas vara den verkliga anledningen till den förbättrade ekonomiska miljön under 1980-talet, snarare än Margaret Thatchers politik.
Uppfattningarna om Margaret Thatcher hos den brittiska allmänheten har varit blandade. En tydlig illustration av meningsskillnaderna kan hittas i opinionsmätningar: Thatcher har hamnat på plats nummer 16 i listan över de "hundra främsta britterna" ("100 Greatest Britons") 2002, vilket var den högsta placeringen för någon levande person. Hon hamnade också på nummer tre i listan över de "hundra sämsta britterna" ("100 Worst Britons") 2003. Denna lista omfattande bara levande personer. Hon förlorade med knapp marginal förstaplatsen, som togs av premiärminister Tony Blair. Labourledaren Blair har outtalat och uttalat erkänt hennes betydelse genom att fortsätta tillämpa mycket av hennes ekonomiska politik.
I stora delar av Skottland, Wales, Nordirland och stads- och gruvområdena i norra England är hon fortfarande avskydd. Många minns svårigheterna under gruvarbetarstrejken och den traditionella tunga industrins tillbakagång, trots den påföljande uppgången i tjänstesektorn.
De negativa uppfattningarna om Thatcher i gruv- och industrisamhällena avspeglades i valet 1987, som de konservativa vann stort genom att ta många mandat i södra England och jordbruksområden i norra England, medan de fick få mandat i övriga delar av landet. Genom den gemensamma jordbrukspolitiken var brittiskt jordbruk (och är fortfarande) kraftigt subventionerat, medan andra svaga delar av ekonomin inte fick liknande stöd. Denna geografiska obalans i stödet för Thatcher ledde till utbredda känslor av främlingskap i Skottland, Wales och engelska regioner, och bidrog till framväxten av rörelser för självstyre i de områdena.
Uppfattningarna om Thatcher i andra länder följer i stort sett samma politiska uppdelningar. Inom den ekonomiska och politiska högern minns man ofta Thatcher med viss tillgivenhet som någon som vågade konfrontera mäktiga fackföreningar och avlägsna skadliga restriktioner för ekonomin. Inom vänstern är hon fortfarande avskydd som politikern som skar ned finansieringen av den offentliga sektorn vilket de anser bara gynnade de rika.
Bland irländska nationalister är hon i allmänhet ihågkommen som en omedgörlig person som undvek förhandlingar med Provisoriska IRA. Hon har anklagats för att genom detta ha förlängt och förvärrat konflikten i Nordirland, trots att hennes regering såg till att öka republiken Irlands inblandning i Nordirland genom Anglo-Irish Agreement.
Många både till vänster och höger är överens om att Thatcher hade en omvälvande effekt på det brittiska politiska spektrumet och att hennes regeringsperiod förde de större politiska partierna åt höger. "Nya Labour" och "blairismen" har införlivat mycket av "thatcherismens" ekonomiska, sociala och politiska tänkande, på samma sätt som under en tidigare period det konservativa partiet från 1950-talet till Edward Heaths dagar accepterade många av de grundläggande tankarna om välfärdsstaten som införts av Labourregeringar. Den nedmontering av delar av välfärdsstaten som skedde under Thatcher har till stor del kvarstått. Hennes program för privatisering av statliga företag har heller inte återställts, utan senare regeringar har fortsatt i samma anda.
Thatchers påverkan på fackföreningsrörelsen i Storbritannien har blivit bestående. Fackanslutningstalet sjönk under Thatcher och har inte återhämtat sig. Den lagstiftning som infördes för att begränsa strejkernas effekt har bestått, och Labourpartiet har lösgjort sina band till fackföreningsrörelsen.
Thatchers arv har fortsatt att starkt påverka det konservativa partiet. Flera påföljande ledare, först John Major och sedan William Hague, Iain Duncan Smith och Michael Howard, har kämpat mot verkliga eller synbara grupperingar i partiet för att avgöra vilka delar av hennes arv som ska behållas eller förkastas.